# کیلشتت
کیلشتت (به فرانسوی: Kilstett) یک کمون در فرانسه با جمعیت ۲٬۲۸۰ نفر است که در Canton of Brumath واقع شده‌است.